# Lene Brøndum
Lene Brøndum, född 26 juni 1947 i Ålborg, är en dansk skådespelare. Brøndum utbildades vid Statens Teaterskole 1972 och har bland annat varit knuten till Bristol Teatret, Det Danske Teater, Folketeatret, Café Teatret och ABC Teatret. Hon debuterade som filmskådespelare i Dynamitgubbarna. Från TV är hon känd från serien Matador. 
1988 vann Lene Brøndum en Guldbagge i kategorin Bästa kvinnliga huvudroll för sin roll i Hip hip hurra!.

## Filmografi

### Filmer
- 1976 – Dynamitgubbarna – Fie
- 1978 – Vinterbarn – Tenna
- 1981 – Slingervalsen – Maja
- 1983 – De oanständiga – Hjørdis
- 1987 – Hip hip hurra! – Lille
- 1989 – Rättvisans riddare
- 1993 – Svart höst

### TV-serier
- 1978–1980 – Matador – Agnete Hansen (6 avsnitt)

## Utmärkelser
- 1988 – Guldbagge – Bästa skådespelerska, Hip hip hurra!
- 1988 – Robert – Årets kvinnliga biroll, Hip hip hurra!

### Webbkällor
- Lene Brøndum på Internet Movie Database (engelska)
- Lene Brøndum på Svensk Filmdatabas